# بورانوفسکیه بابوشکی
بورانوفسکیه بابوشکی (روسی: Бурановские Бабушки; اودمورت: Брангуртысь песянайёс، به معنای "مادربزرگ‌های بورانو") یک گروه موسیقی متشکل از هشت زن سالخورده است. این گروه موسیقی با ترانه مهمانی برای همه نماینده روسیه در مسابقه آواز یوروویژن ۲۰۱۲ در باکو، جمهوری آذربایجان بودند و به رتبه دوم دست یافتند. اعضای این گروه هشت نفر بودند ولی به دلیل وجود این قانون که فقط شش نفر می‌توانند روی صحنه برنامه اجرا کنند، دو نفر آنها اجرا نکردند. اعضای این گروه اهالی یک روستا در بورانو در اودمورتیا در نیمه مسیر بین رودخانه ولگا و کوه‌های اورال هستند و ترانه‌های آنان به زبان اودمورت است.